# Hippolyte Fizeau
Armand Hippolyte Louis Fizeau FRS Fellow al Societății Regale din Edinburgh⁠(d) CIM (n. 23 septembrie 1819, Paris, Franța – d. 18 septembrie 1896, Jouarre⁠(d), Île-de-France, Franța) a fost un fizician francez, cel mai bine cunoscut pentru măsurarea vitezei luminii cu experimentul Fizeau, denumit după el.

## Biografie
Fizeau s-a născut la Paris în familia lui Louis și Beatrice Fizeau. A intrat prin căsătorie în familia de botaniști De Jussieu family⁠(d). Primele sale lucrări a fost în cauză cu îmbunătățiri în procesele fotografice. La sugestia lui François Arago, Léon Foucault și Fizeau au colaborat într-o serie de investigații privind interferențele luminii și căldurii. În 1848, el a prezis deplasarea spre roșu a undelor electromagnetice.
În 1849, Fizeau a calculat o valoare pentru viteza luminii cu o precizie mai bună decât valoarea anterioară stabilită de către Ole Rømer în 1676. El a folosit un fascicul de lumină reflectată de o oglindă aflată la opt kilometri distanță. Raza trecea prin golurile dintre dinții unei roți dințate aflate într-o rotație rapidă. Viteza roții era crescută până când lumina reflectată trecea prin următorul gol și putea fi văzută.
Fizeau a calculat viteza luminii la 313.300 km/s, o eroare de cinci la sută față de valoarea corectă (299,792.458 de kilometri pe secundă). Fizeau a publicat primele rezultate obținute prin metoda sa de determinare a vitezei luminii în 1849. (Vedeți aparatul Fizeau-Foucault.) Fizeau a propus în 1864 pentru prima oară ca „lungimea de undă a luminii să fie folosită ca standard de lungime”.
Fizeau a fost implicat în descoperirea efectului Doppler,  denumit în franceză efectul Doppler-Fizeau.
În 1853, Fizeau a descris utilizarea condensatorului ca mijloc de a crește eficiența bobinei de inducție. Mai târziu, el a studiat dilatare termică a solidelor, și a aplicat fenomenul de interferență a luminii la măsurarea dilatatiei cristalelor. El a devenit membru al Académie des Sciences în 1860 și membru al Bureau des Longitudes⁠(d) în 1878. A murit la Venteuil pe 18 septembrie 1896.
"Fizeau" este unul dintre cele 72 de nume înscrise la baza Turnului Eiffel, și unul din cei 72 de oameni de știință și ingineri listați pe turn, și singurul dintre aceștia care era încă în viață când turnul a fost deschis pentru public la Expoziția Universală din 1889. Craterul Fizeau⁠(d), pe cealaltă parte a Lunii, este numit după el.